# عبد اللطيف الحموشي
عبد اللطيف الحموشي (مواليد سنة 1966) هو مسؤول أمني مغربي كبير بارز يجمع بين منصبين أمنين مُهمين، حيث يترأس المديرية العامة لمراقبة التراب الوطني، وهو أيضًا المدير العام للمديرية العامة للأمن الوطني، وقد تم توشيحه بمجموعة من الميداليات من قبل مجموعة من الدول العظمى على رأسها ميدالية الشرف الذهبية للشرطة الوطنية الفرنسية، اعترافا بجهوده في توطيد وتطوير التعاون الأمني المشترك بين المغرب وفرنسا، وقد عُرِف بإطلاعه على طريقة عمل خلايا التنظيمات الجهادية، وبإلمامه بالعمل الحركي الإسلامي في المغرب، كما يشغل منصب مستشار الملك محمد السادس.
عدة تقارير دولية ووطنية تشير إلى تورطه في تعذيب وسجن مناضلين وشباب معارضين

## النشأة
وُلد عبد اللطيف الحموشي سنة 1966 في مدينة تازة، ودرس في كلية الحقوق والعلوم الاجتماعية بجامعة سيدي محمد بن عبد الله في فاس.

## مسيرته المهنية
التحق الحموشي في سنة 1993 بصفوف المديرية العامة لمراقبة التراب الوطني، وهو جهاز المخابرات الداخلية المعروف مغربيًا بـ (DST)، حيث تعامل مع ملفات الخلايا المسلحة خاصة بعد الاعتداءات الإرهابية التي ضربت فندق أطلس آسني بمدينة مراكش في سنة 1994، وبعد تنحية وزير الداخلية السابق إدريس البصري في سنة 1999، وتعيين الجنرال حميدو لعنيكري على رأس جهاز المخابرات الداخلية، أصبح الحموشي واحداً من أكبر المتخصصين في طريقة عمل ما يسمى بالخلايا الجهادية وفي طرق مكافحتها، فضلاً عن إلمامه الكبير بتاريخ الحركات السياسية المغربية على مختلف مشاربها، وظل مُحتفظاً بنفس المنصب حتى بعد تنحية الجنرال لعنيكري عقب تفجيرات الدار البيضاء في سنة 2003. وقد أصبح عبد اللطيف الحموشي في سنة 2005 أصغر مدير عام لجهاز المخابرات الداخلية المغربية، حيث تولى هذا المنصب الحساس وعمره لم يتجاوز 39 عاماً.

## إسهاماته
شرعت المديرية العامة للأمن الوطني، بقيادة عبد اللطيف الحموشي، في تنفيد برامج مرحلية أمنية متقدمة، تراهن على تقوية بنيات مكافحة مختلف أشكال الجريمة سواء جرائم الابتزاز المعلوماتي، أو مكافحة شبكات تنظيم الهجرة غير الشرعية في بعدها العابر للحدود الوطنية، والحفاظ على النظام العام بالمناطق الحضرية والقروية وطرق المواصلات، أو في الشق المتعلق بمكافحة الإرهاب والتطرف والإشادة بالأعمال الإرهابية كما هو الشأن في الجرائم المالية والاقتصادية، وتزييف النقود والاستعمال التدليسي لوسائل الأداء وتهريب العملة، كما راهن عبد اللطيف الحموشي من خلال اعتماد هذه الاستراتيجية الأمنية على تطوير مختبرات الشرطة العلمية والتقنية، وتعزيز آليات وطرق البحث والاستعلام الجنائي في مختلف الأبحاث الجنائية. فضلا عن ترسيخ البعد الحقوقي في الوظيفة الشرطية، بما في ذلك إجراءات الحراسة والمراقبة في أماكن الإيداع.
انخرط عبد اللطيف الحموشي، في إبرام العديد من الاتفاقيات والشراكات الدولية متعددة الأطراف في مجال التعاون الأمني، خاصة العملياتية وفي ميادين المساعدة التقنية مع الأمانة العامة لمنظمة الأنتربول، تجاوزت مجال التسليم المراقب إلى مكافحة الاتجار غير المشروع في المواد الصيدلانية. والاتجار غير المشروع في التحف الفنية والثقافية ، وشراكات أخرى تمثلت في تمتين شراكات أمنية استراتيجية مع وكالات تطبيق القانون في الولايات المتحدة الأمريكية. خصوصا في مجال تبادل الخبرات والمساعدة التقنية والتكوين المتقدم في مختلف المجالات الأمنية، وهو ما تمت ترجمته بزيارات متبادلة بين المسؤولين الأمنيين المغاربة والأمريكيين، وتدعيم الدورات التكوينية، وتنويع مستويات التعاون العملياتي.
وقد انخرطت المديرية العامة للأمن الوطني بقيادة عبد اللطيف الحموشي في إبرام "اتفاق لحسن النوايا" مع مفوض الشرطة بالأراضي المنخفضة، يهدف ترقية مستوى التعاون الثنائي بين البلدين في المجال الأمني، كما أسهم في عقد اتفاق للتعاون المستدام مع الشرطة الاتحادية بألمانيا. في مختلف المجالات الأمنية، يروم تعزيز التعاون والتنسيق الأمني مع الدول الشقيقة والجارة، خصوصا المملكة الإسبانية والجمهورية الإسلامية الموريتانية وشرطة أبوظبي بدولة الإمارات العربية المتحدة.
وقد ترأس المدير العام للأمن الوطني ولمراقبة التراب الوطني عبد اللطيف حموشي وفد المملكة المغربية المشارك في أشغال الدورة الثانية والتسعين للجمعية العامة للمنظمة الدولية للشرطة الجنائية "أنتربول"، التي تحتضنها مدينة غلاسكو بإسكتلندا خلال الفترة الممتدة من 4 إلى 7 نونبر 2024، والتي تعتبر أكبر تجمع أمني سنوي يناقش قضايا الأمن الشامل والتعاون الشرطي المتعدد الأطراف.
كما تأتي هذه المشاركة في سياق إعداد وتحضير المملكة المغربية لاستقبال الدورة المقبلة لأشغال الجمعية العامة للأنتربول، والتي ستحتضنها مدينة مراكش خلال الفترة الممتدة ما بين 24 و27 نونبر 2025، والتي تتطلع لتوحيد صفوف أجهزة إنفاذ القوانين من أجل خلق جبهة مشتركة لمواجهة التهديدات الإجرامية الناشئة والمرتبطة بالمخاطر غير النمطية، والتفكير في الحلول الكفيلة بمواجهتها من منظور جماعي، من أجل عالم أكثر أمنا وألفية أكثر أمانا.
نونبر 2024، عبد اللطيف حموشي: المدير العام للأمن الوطني ولمراقبة التراب الوطني، عضو المجلس الأعلى لجامعة نايف العربية للعلوم الأمنية، يشارك بالرياض في الأنشطة الأكاديمية للجامعة. و كذلك في أشغال الدورة الخمسين للاجتماع السنوي للمجلس الأعلى للجامعة، وفي الحفل الرسمي لتخرج الدفعة 42 لطالبات وطلبة الدراسات العليا لهذه المؤسسة، والتي تحتضنها العاصمة السعودية الرياض خلال الفترة الممتدة ما بين 12 و14 نونبر 2024.

## شراكات أمنية
تتوخى المديرية العامة للأمن الوطني في شخص مديرها العام عبد اللطيف الحموشي، توسيع مرتكزات الاستراتيجية الأمنية من خلال عقد مجموعة من اللقاءات والشراكات الأمنية :
بتاريخ 15 ديسمبر 2023، أجرى المدير العام للأمن الوطني ولمراقبة التراب الوطني عبد اللطيف الحموشي، بالرباط؛ محادثات ثنائية مع المدير العام للأمن الداخلي الفرنسي نيكولا لورنر؛ من أجل تعزيز التعاون الأمني المشترك وتوسيع نطاق المساعدة التقنية والتعاون العملياتي بين البلدين.
بتاريخ 28 جمادى الأولى 1445 هـ، الموافق لـ 12 ديسمبر 2023، أجرى المدير العام للأمن الوطني ولمراقبة التراب الوطني عبد اللطيف الحموشي، بالرباط؛ محادثات ثنائية مع المدير العام للشرطة الوطنية الفرنسية فريديريك قو((frederic veaux، ودلك من أجل تعزيز سبل التعاون الأمني خاصة قضايا الاتجار غير المشروع في المخدرات والمؤثرات العقلية والهجرة غير المشروعة ومختلف التحديات والتهديدات الإرهابية.
بتاريخ جمادى الأولى 1445 هـ، الموافق 28 نوفمبر 2023، أجرى المدير العام للأمن الوطني و ولمراقبة التراب الوطني بالعاصمة النمساوية فيينا، محادثات ثنائية مع عمر حيجاوي بيرشنر، المدير العام لمصالح حماية الدولة النمساوية؛ من أجل تعزيز سبل التعاون الأمني ومواجهة مختلف التحديات والتهديدات الأمنية.
بتاريخ 8 جمادى الأولى 1445هـ، الموافق 22 يونيو 2023، أجرى المدير العام للأمن الوطني و مراقبة التراب الوطني بالبرتغال، مباحثات مع مجموعة من المسؤولين شملت السفيرة ميرا ݣراصا ݣوميز، الأمينة العامة لنظام المعلومات بالجمهورية البرتغالي (SIRP)، والمدير العام لجهاز المخابرات الوطنية (SIS)، أديليو نييڤا دا كروز، وكذا المدير العام لجهاز الاستخبارات الإستراتجية للدفاع(SIED)، كارلوس لوبيز بيريس، من أجل تطوير سبل التعاون الأمني خاصة في مجال مكافحة الإرهاب والجريمة المنظمة العابرة للحدود.
في يوم 26 أبربل 2023، أجرى المدير العام للأمن الوطني و مراقبة التراب الوطني بالرباط، مباحثات أمنية مع توماس هالدنوانغ رئيس المكتب الاتحادي الألماني لحماية الدستور(BFV)، بهدف دراسة التهديدات والتحديات الناجمة عن تصاعد الخطر الإرهابي، وتعزيز التعاون الأمني بين البلدين.
بتاريخ 23 جمادى الأولى 1445هـ، الموافق 06 دجنبر 2023، ترأس المدير العام للأمن الوطني ولمراقبة التراب الوطني، فعاليات وأشغال المؤتمر الـ47 لقادة الشرطة والأمن العرب، بحضور الأمين العام لمجلس وزراء الداخلية العرب، ورئيس المنظمة الدولية للشرطة الجنائية “أنتربول”، ورئيس جامعة نايف العربية للعلوم الأمنية، بالإضافة إلى رؤساء أجهزة الشرطة والأمن في عشرين دولة عربية وست منظمات دولية وإقليمية.
أجرى المدير العام للأمن الوطني ولمراقبة التراب الوطني عبد اللطيف حموشي، يوم الثلاثاء 8 نوننبر 2023 بالعاصمة النمساوية فيينا، محادثات ثنائية مع عمر حيجاوي بيرشنر، المدير العام لمصالح حماية الدولة والاستخبارات بالنمسا، اللقاء يأتي على هامش مشاركة المدير العام للأمن الوطني ولمراقبة التراب الوطني في أشغال الدورة 91 لأشغال الجمعية العامة للمنظمة الدولية للشرطة الجنائية “أنتربول”، التي تحتضنها فيينا ما بين 28 نونبر الجاري وفاتح دجنبر 2023، وتناول اللقاء بين عبد اللطيف حموشي وعمر حيجاوي بيرشنر سبل تعزيز التعاون بين المغرب والنمسا في جميع المجالات الأمنية، وكذا آليات تطوير هذا التعاون المشترك لمواجهة مختلف التحديات والتهديدات الأمنية، وقد حضر أشغال الاجتماع أطر ومسؤولون أمنيون من المديرية العامة للأمن الوطني والمديرية العامة لمراقبة التراب الوطني عن الجانب المغربي، ومسؤولون في المديرية العامة لمصالح حماية الدولة والاستخبارات بجمهورية النمسا، وتندرج هذه الزيارة في إطار التزام المغرب بتدعيم التعاون الأمني على المستوى الدولي، وكذا حرصه على تبادل تجاربه وخبراته في مجال مكافحة الإرهاب والجريمة المنظمة مع الأجهزة الأمنية في مختلف الدول الصديقة والشقيقة ومع جميع الشركاء الدوليين.
بتاريخ 29 جمادى الأولى 1445هـ، الموافق 12 دجنبر 2023، أجرى المدير العام للأمن الوطني ولمراقبة التراب الوطني، بالرباط، محادثات ثنائية مع فريديريك ڤـو، المدير العام للشرطة الوطنية الفرنسية، وناقشا سبل الدفع بآليات التعاون الثنائي بين البلدين في مختلف المجالات الأمنية، خصوصا في قضايا الاتجار غير المشروع بالمخدرات والمؤثرات العقلية، والهجرة غير المشروعة، والتهديد الإرهابي، ومخاطر الجريمة السيبرانية، ومختلف صور الجريمة المنظمة العابرة للحدود الوطنية، و كذا الممارسات الفضلى لتبادل الخبرات بين الطرفين في المجال الأمني، وآليات تنفيذ العمليات المشتركة المنجزة في إطار التعاون الثنائي، بما في ذلك تأمين الألعاب الأولمبية المقررة في باريس.
خلال الفترة الممتدة من 24 إلى 26 يونيو 2024، أجرى المدير العام للأمن الوطني ولمراقبة التراب الوطني، عبد اللطيف حموشي، زيارة عمل إلى جمهورية ألمانيا الاتحادية، بحث خلالها مع مسؤولي كل من الشرطة الفيدرالية والمكتب الفيدرالي للشرطة الجنائية سبل تعزيز التعاون الثنائي في مختلف المجالات الأمنية، خاصة في مجالات مكافحة الإرهاب والجريمة المنظمة العابرة للحدود، وأمن التظاهرات الرياضية الكبرى.
في الفترة الممتدة بين 26 إلى 28 حزيران 2024، تلقى السيد عبد اللطيف حموشي دعوة رسمية من مسؤولي الأجهزة الأمنية الفرنسية، أجرى خلالها مباحثات مع نظرائه بكل من الشرطة الوطنية والأمن الداخلي والأمن الخارجي بفرنسا، تمحورت حول آليات تدعيم التعاون الثنائي في مختلف المجالات الأمنية ذات الاهتمام المشترك. وقد شملت المباحثات بين المسؤلين لكلا البلدين، سبل تعزيز التعاون الثنائي في مجال مكافحة الإرهاب والجريمة المنظمة، والرفع من مستويات التنسيق وتبادل المعطيات الاستخباراتية والعملياتية حول مختلف التهديدات الصادرة عن المنظمات المتطرفة وشبكات الجريمة العابرة للحدود الوطنية. كما تم استعراض آليات التعاون والتنسيق المتقدم بين الطرفين في مختلف المجالات الأمنية، وخصوصا في ما يتعلق بوضع آليات استباقية لتقييم المخاطر وتبادل المعطيات على هامش العمل المشترك في تأمين الألعاب الأولمبية الصيفية بباريس 2024.
خلال الفترة الممتدة ما بين 19 إلى 21 سبتمبر 2024، إلتقى عبد اللطيف حموشي كلّ من منير كارال أوغلو، الوزير المنتدب في وزارة الداخلية التركية و وسلامي يلديز، المدير العام للاستعلامات خلال زيارة جاءت بدعوة رسمية من السلطات التركية، وذلك في بلاغ رسمي صدر عن قطب المديرية العامة للأمن الوطني والمديرية العامة لمراقبة التراب الوطني، حيث استعرض معهما مختلف القضايا الأمنية ذات الاهتمام المشترك، ومستويات التعاون القائمة بين البلدين في المجال الأمني، وسبل الارتقاء بهذا التعاون بما يضمن تحقيق الأمن والاستقرار وتحييد المخاطر والتحديات الأمنية المشتركة.
وتأتي هذه الزيارة في إطار تدعيم آليات التعاون الأمني بين البلدين، وتقاسم الخبرات والتجارب في مختلف التخصصات الأمنية، بما يرقى إلى مستوى العلاقات المتميزة بين المملكة المغربية والجمهورية التركية.
ترأس المدير العام للأمن الوطني ولمراقبة التراب الوطني، عبد اللطيف حموشي، وفد المملكة المغربية المشارك في أشغال الدورة الثانية والتسعين للجمعية العامة للمنظمة الدولية للشرطة الجنائية “أنتربول”، التي تحتضنها مدينة غلاسكو بإسكتلندا خلال الفترة الممتدة من 4 إلى 7 نونبر 2024، والتي تعتبر أكبر تجمع أمني سنوي يناقش قضايا الأمن الشامل والتعاون الشرطي المتعدد الأطراف., حصل المدير العام للأمن الوطني ولمراقبة التراب الوطني على تفويض السلط Délégation de pouvoirs لتمثيل المملكة المغربية في جميع اللقاءات والمباحثات المرتبطة بقضايا الأمن المنظمة في إطار الدورة الحالية لأشغال الجمعية العامة لمنظمة الأنتربول.
في يوم الأربعاء 15 كانون الثاني/يناير 2025، استقبل عبد اللطيف حموشي بالرباط، المفوض العام للاستعلامات بمملكة إسبانيا، خافيير أنطونيو سوزين بيرسيرو، الذي يزور المغرب على رأس وفد أمني رفيع المستوى.
وأجرى الطرفان مباحثات مكثفة، تناولت تقييم مستوى المخاطر والتهديدات الإرهابية في مختلف بؤر التوتر عبر العالم، وتحديدا في منطقة الساحل والصحراء، وكذا تثمين وتدعيم العمليات المشتركة المنجزة بالتعاون بين البلدين في مجال مكافحة الإرهاب والتصدي للتطرف العنيف.
استقبل عبد اللطيف حموشي يومه الإثنين 20 كانون الثاني/يناير 2025 بالرباط، المفتش العام للشرطة بالنيابة بوزارة الداخلية بالجمهورية الإسلامية الباكستانية سلمان الشودري ، الذي يقوم بزيارة عمل للمغرب على رأس وفد أمني هام.
وانصبت المباحثات بين الطرفين على استعراض أشكال ومستويات التعاون الثنائي في الميدان الأمني، ودراسة الآليات الكفيلة بالارتقاء بهذا التعاون وتنويع مجالاته، بما يضمن تضافر الجهود وتنسيقها لمواجهة التحديات الأمنية، خاصة في مجال محاربة شبكات الهجرة غير الشرعية والاتجار بالبشر، وذلك على خلفية حادث مؤلم أودى بحياة مجموعة من المواطنين الباكستانيين إثر انقلاب قارب للهجرة السرية قبالة شواطئ الداخلة.
أجرى عبد اللطيف حموشي، زيارة عمل لمملكة إسبانيا، خلال يومي الثلاثاء والأربعاء 28 و29 كانون الثاني/يناير 2025، وذلك على رأس وفد أمني رفيع المستوى.
تميزت هذه الزيارة أيضا بعقد اجتماع ثلاثي ضم كلا من المدير العام للأمن الوطني ولمراقبة التراب الوطني بالمملكة المغربية، والمدير العام للشرطة الوطنية الإسبانية، بالإضافة إلى رئيس الشرطة الفيدرالية بدولة ألمانيا الاتحادية سعيا لتكوين ائتلاف ثلاثي مغربي إسباني ألماني لتعزيز التعاون المشترك في المجال الأمني
وقد تناولت أشغال هذا الاجتماع الثلاثي دراسة آليات توسيع مجالات التعاون المشترك ليشمل الأجهزة الأمنية في البلدان الثلاثة، وسبل تقوية التنسيق الثلاثي في مجال المساعدة التقنية وفي ميدان التعاون الأمني العملياتي.
وفي خضم المباحثات المنجزة في إطار هذا الاجتماع أكد الأطراف على ضرورة تعزيز التعاون في مجال مكافحة الإرهاب ومختلف صور الجريمة ذات الامتدادات العابرة للحدود، لاسيما شبكات الاتجار بالبشر وتهريب المهاجرين والهجرة غير الشرعية، وعصابات الإجرام المنظم التي تنشط في الاتجار غير المشروع في المخدرات والمؤثرات العقلية وغسيل الأموال، وكذا الجرائم المستجدة المرتبطة بالتهديدات السيبرانية والابتزاز المعلوماتي.
  كما تناولت المباحثات الثلاثية المنجزة أهمية تبادل الخبرات والتجارب والممارسات الفضلى الكفيلة بتأمين التظاهرات الرياضية الكبرى، وتوفير الأجواء الآمنة لإنجاح هذه الأحداث الكروية الدولية، خصوصا في ظل استعداد المغرب وإسبانيا لتنظيم كأس العالم لكرة القدم في سنة 2030 بمشاركة البرتغال.

## اتهاماته بالتعذيب
برز اسم الحموشي في واجهة الأحداث في فبراير 2014 على خلفية أزمة دبلوماسية تسبب بها قاضٍ فرنسي أصدر مذكرة لإحضاره من أجل التحقيق معه في اتهامات بالتعذيب في حق مواطن فرنسي من أصل مغربي.
ردت الحكومة المغربية على ما اعتبرته تصرفاً غير مقبول، بإيقاف اتفاقية التعاون القضائي بين المغرب وفرنسا، لتدخل العلاقات بين باريس والرباط في مرحلة جفاء استمرت لمدة عام، قبل أن تتصلح هذه العلاقات أشهراً قليلة قبل صعود جديد لنجم عبد اللطيف الحموشي، حيث عيَّنه الملك محمد السادس في 15 مايو 2015 مديراً عاما للأمن الوطني، وجمع بذلك بين اثنين من أكثر المناصب الأمنية الحساسة في المملكة المغربية، ودخل في مرحلة تحديث آليات عمل جهازي الشرطة والمخابرات الداخلية عبر أساليب تعتمد على العمل الاستباقي، وعلى احترام التزامات الدولة المغربية بالمحافظة على الأمن والسلم الاجتماعيين في احترام حقوق الأفراد والجماعات.
وقد كان عبد اللطيف الحموشي سبباً في توتير العلاقة التي تجمع المغرب وفرنسا، وذلك بعد أن قدَّم زكريا المومني، البطل المغربي في رياضة الملاكمة شكوى إلى القضاء الفرنسي متهما رجال الحموشي بممارسة التعذيب في حقه بعد اعتقاله سنة 2010، وبعد تقديم الشكوى، وأثناء وجود المسؤول المغربي في فبراير 2014 في زيارة خاصة بفرنسا، تم تقديم طلب قضائي لتوقيفه والتحقيق معه. وهو الإجراء الذي دفع بالرباط إلى تقديم احتجاج شديد اللهجة إلى باريس على خلفية ما جرى، وسط حديث عن معلومات تتعلق بتقديم منظمة فرنسية غير حكومية شكوى ضد عبد اللطيف الحموشي، تتهمه بممارسة التعذيب، حيث كانت هلين ليكاي، المسؤولة عن منظمة «عمل المسيحيين من أجل مناهضة التعذيب» قد طالبت السلطات الفرنسية بالاستماع إلى الحموشي بناءاً على شكاوي في باريس تتعلق بممارسته التعذيب، ووصفت الخارجية المغربية في بيان الحادث بأنه «خطير وغير مسبوق» في العلاقات بين البلدين، قائلة إن من شأنه المساس بجو الثقة والاحترام الذي يطبع علاقات الرباط وباريس.

## تكريماته
انتهت الأزمة بين المغرب وفرنسا في فبراير 2015، حيث كرَّمته الحكومة الفرنسية بوسام استحقاق من درجة ضابط جوق الشرف له، والذي منحه إياه برنار كازنوف، وزير الداخلية، كما سبق أن تم توشيحه عام 2011 بوسام من درجة فارس، وفي 29 نوفمبر 2016 اختارته ماروك إبدو أنترناسيونال شخصية العام بفضل مجهوداته في مجال الأمن ولكونه الشخصية الأكثر تمثيلية لمهمة أساسية وحيوية، ولأن مراكزه ومهامه التي تؤثر في الجميع.
وبتاريخ 26 دجنبر الموافق لـ 13 جمادى 1445هـ، صنفت مجلة "أفريك ريبوت" الصادرة عن مجموعة "جون أفريك ميديا" في ملف بعنوان "50 إفريقيا مؤثرا:الأقوياء" عبد اللطيف الحموشي، ضمن أقوى الشخصيات تأثيرا على المستوى الإفريقي؛ حيث وصفته ب"عيون المملكة"، بفضل مجهوداته ويقظتة الأمنية في مجال مكافحته لمختلف أشكال التطرف والجريمة.
ترأس المدير العام للأمن الوطني ولمراقبة التراب الوطني عبد اللطيف حموشي وفد المملكة المغربية المشارك في أشغال الدورة الثانية والتسعين للجمعية العامة للمنظمة الدولية للشرطة الجنائية "أنتربول"، التي تحتضنها مدينة غلاسكو بإسكتلندا خلال الفترة الممتدة من 4 إلى 7 نونبر الجاري، والتي تعتبر أكبر تجمع أمني سنوي يناقش قضايا الأمن الشامل والتعاون الشرطي المتعدد الأطراف.
تندرج مشاركة المدير العام للأمن الوطني ولمراقبة التراب الوطني في أشغال الدورة الحالية للجمعية العامة للأنتربول ضمن استراتيجية مندمجة تروم تدعيم انخراط المملكة المغربية في آليات التعاون الأمني الدولي، لمواجهة مختلف التهديدات الإرهابية ومخاطر الجريمة المنظمة العابرة للحدود الوطنية، وكذا توطيد الحضور الأمني المغربي كفاعل رئيسي وموثوق به في مختلف المؤتمرات والملتقيات العالمية ذات الصلة بالتعاون الشرطي وقضايا العدالة الجنائية. 
- في غشت سنة 2025، اختارت المنظمة المغربية لحقوق الإنسان ومحاربة الفساد السيد عبد اللطيف حموشي، المدير العام للأمن الوطني والمديرية العامة لمراقبة التراب الوطني، كأفضل شخصية أمنية لسنة 2025،[52] ويأتي هذا التكريم تقديرًا لمساره المهني الحافل بالإنجازات، وتفانيه في خدمة الوطن، وهذا التتويج ناله للمرة الثانية بعد أن حاز عليه سنة 2022.[53][54][55][56][57][58]

## الجانب الإنساني
تأتي هذه المبادرة في إطار تشجيع أفراد الأمن الوطني على تقديم المزيد من الجهود والتضحيات في خدمة أمن الوطن والمواطنين، وتعكس التقدير الكبير لمساهماتهم المتواصلة والتزامهم بضمان الأمن العام وحماية النظام.

#### مبادراته تجاه موظفيه
- إرسال الموظفين الذين شارفوا على إنهاء مسارهم المهني لأداء فريضة الحج.[59][60][61][62]
- تقديمه منح مالية لأرامل موظفي الأمن الوطني.[63][64][65][66][67]
- تشجيعه لابناء موظفي الامن الوطني المتفوقين دراسيا وتخصيص منح مالية.[68][69]
- تقديمه ترقيات استثنائية للموظفين ضحايا التدخلات الأمنية.[70][71][72]
- ففي أحدث المبادرات الإنسانية الملهمة، ترأس عبد اللطيف حموشي، حفل استقبال وتوديع لمنتسبي أسرة الأمن الوطني المتوجهين لأداء فريضة الحج كركن خامس من أركان الإسلام.[73]

## توشيحات شرفية
نظرا لما يقوم به السيد عبد اللطيف الحموشي من تدخلات بطولية لحماية الأشخاص و الممتلكات سواء على المستوى الوطني أو على المستوى العالمي، قدمت له مجموعة من الدول العظمى الكثير من الأوسمة احتراماً وتقديرا له، ومن هذه التوشيحات نذكر ما يلي :
- ميدالية الشرف الذهبية للشرطة الوطنية الفرنسية.[74]
- توشيح المدير العام للأمن الوطني ولمراقبة التراب الوطني، عبد اللطيف حموشي، بوسام الأمير نايف للأمن العربي من الدرجة الأولى، الذي يمنح للشخصيات الأمنية القيادية التي كان لها دور مهم وإسهام متميز في ضمان الأمن والاستقرار على المستوى العربي.[75]
- توشيح السيد عبد اللطيف الحموشي بوسام «الصليب الأكبر» من طرف اسبانيا.[76]
- جلالة الملك محمد السادس وشح سنة 2011 السيد عبد اللطيف الحموشي بوسام العرش من درجة ضابط، وفي نفس السنة، تم توشيحه بوسام فارس من الدرجة الوطنية الشرفية من طرف رئيس الجمهورية الفرنسية.[77][78]